# Rancho Viejo, General Heliodoro Castillo
Rancho Viejo är en ort i Mexiko.   Den ligger i kommunen General Heliodoro Castillo och delstaten Guerrero, i den södra delen av landet, 200 km sydväst om huvudstaden Mexico City. Rancho Viejo ligger 1 084 meter över havet och antalet invånare är 164.
Terrängen runt Rancho Viejo är lite bergig. Runt Rancho Viejo är det ganska glesbefolkat, med 21 invånare per kvadratkilometer. Närmaste större samhälle är Tlacotepec, 12,9 km sydost om Rancho Viejo. I omgivningarna runt Rancho Viejo växer huvudsakligen savannskog.